# Cantó de Dzaoudzi
El cantó de Dzaoudzi és un cantó francès del departament d'ultramar de Mayotte. Abasta el municipi de Dzaoudzi.

## Història
| Data d'elecció                           | Identitat      | Partit                    | Qualitat |
| ---------------------------------------- | -------------- | ------------------------- | -------- |
| 2008-                                    | Saïd Omar Oili | Independent, després Néma |          |
| les dades anteriors no són pas conegudes |                |                           |          |
|                                          |                |                           |          |